# Satureu
Satureu (Satureius, Σατυρήϊος) fou un artista grec que va fer una imatge (potser un relleu, però més probablement una pintura) d'Arsinoe en un vidre o ceràmica, molt elogiada per Diodor en un epigrama que figura a l'antologia grega.
El seu nom apareix esmentat també com a Satiri (Satyrius).